# Lemna trisulca
Lemna trisulca L., 1753 è una pianta acquatica della famiglia delle Aracee.

## Distribuzione e habitat
La specie ha una distribuzione cosmopolita.
Vive in acque dolci, specialmente nelle risorgive e nelle pozzanghere di acqua stagnante.